# Kirchdorf im Wald

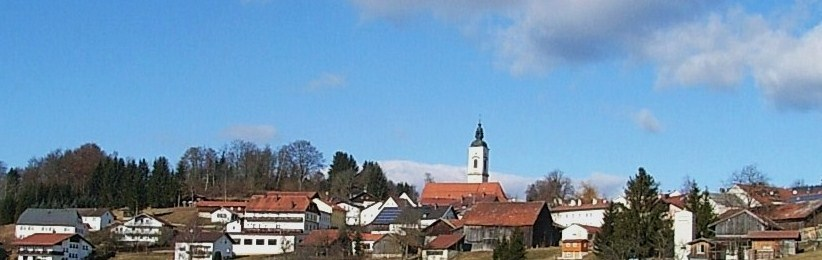
Blick auf Kirchdorf im Wald

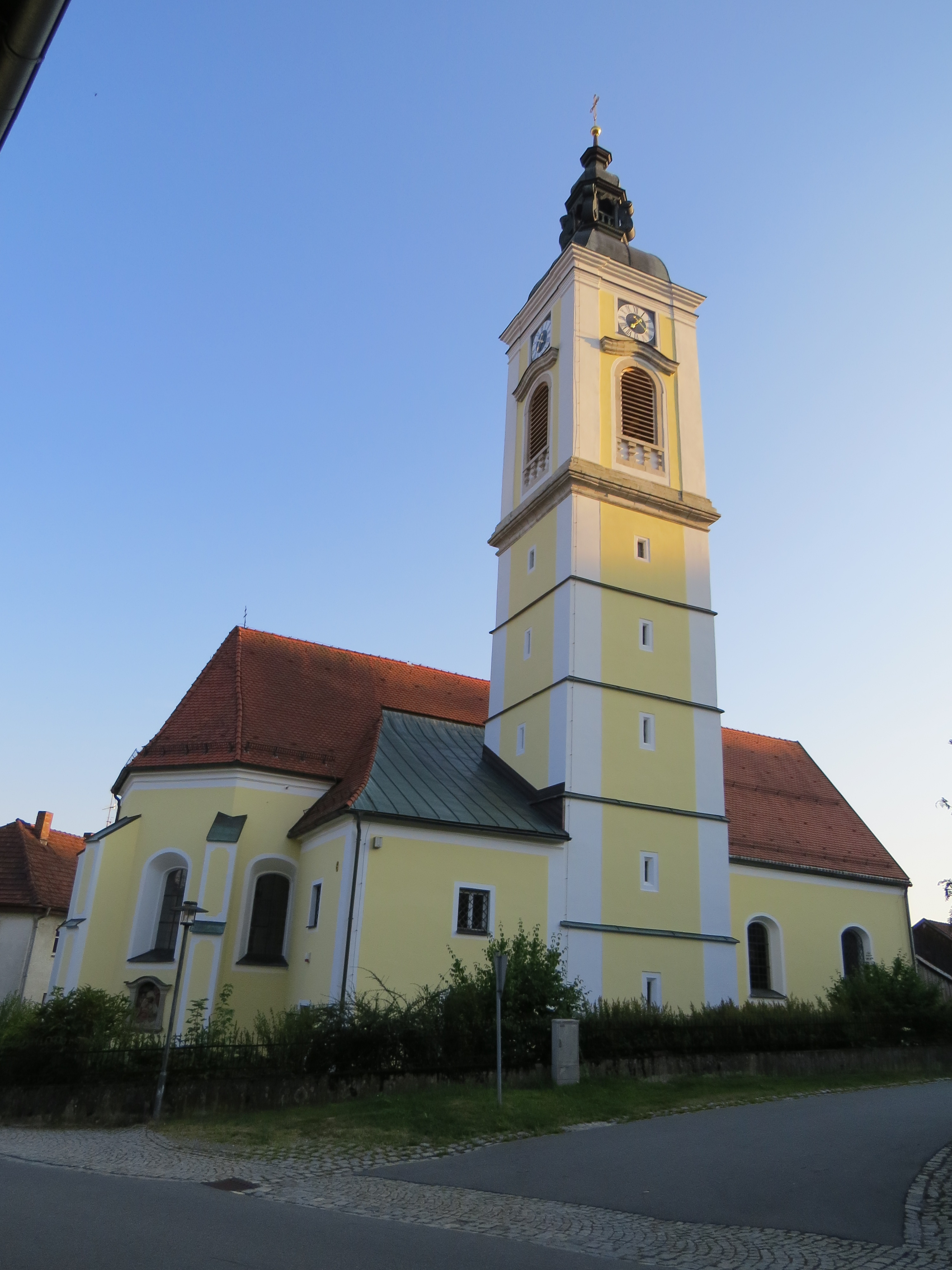
Kirche in Kirchdorf im Wald

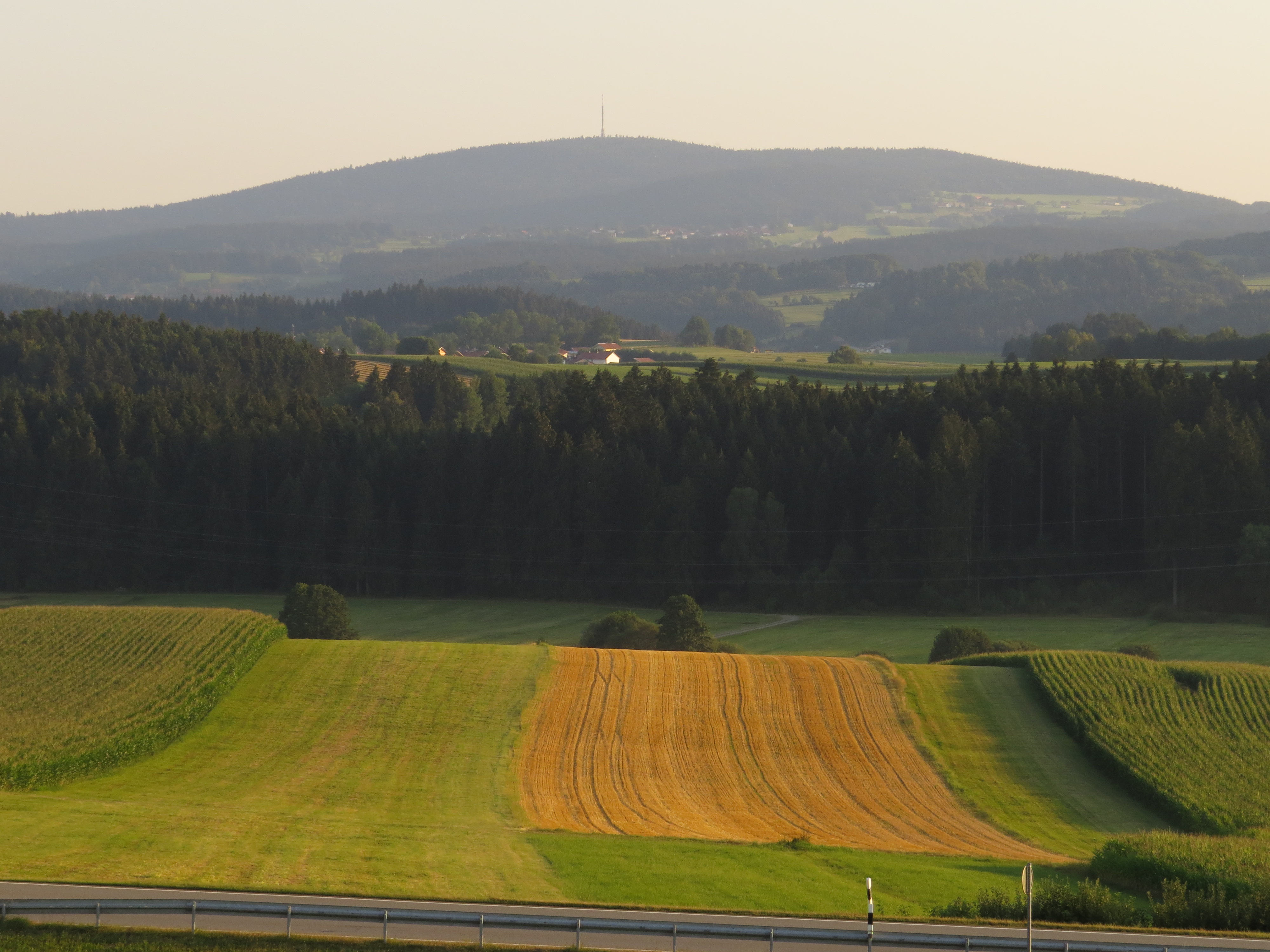
Brotjacklriegel von Kirchdorf im Wald aus gesehen

Kirchdorf im Wald (amtlich: Kirchdorf i. Wald) ist eine Gemeinde im niederbayerischen Landkreis Regen.

## Geographie

### Geographische Lage
Kirchdorf im Wald liegt in der Region Donau-Wald inmitten des Bayerischen Waldes am Fuß des gut 1.000 Meter hohen Eschenbergs. Die Ortschaft befindet sich etwa 13 km südöstlich der Kreisstadt Regen, 16 km südlich von Zwiesel, 30 km nordöstlich von Deggendorf, 17 km westlich von Grafenau sowie 26 km von der A 3, Ausfahrt Hengersberg entfernt. Die nächstgelegene Bahnstation der Bayerischen Waldbahn mit regelmäßigen Verbindungen befindet sich im 9 km entfernten Spiegelau, wo auch der Nationalpark Bayerischer Wald beginnt. Kirchdorf hingegen liegt im Naturpark Bayerischer Wald.

### Gemeindegliederung
Es gibt 13 Gemeindeteile (in Klammern ist der Siedlungstyp angegeben):
- Abtschlag (Dorf)
- Bruck (Dorf)
- Grünbach (Dorf)
- Grünbichl (Dorf)
- Haid (Dorf)
- Hinhart (Einöde)
- Kirchdorf i.Wald (Pfarrdorf)
- Kirchdorföd (Dorf)
- Röhrnachmühle (Einöde)
- Schlag (Dorf)
- Trametsried (Dorf)
- Waldhaus (Dorf)
- Zellermühle (Einöde)

## Geschichte

### Bis zur Gemeindegründung
Um das Jahr 1040 lebte hier der Mönch Wilhelm als Einsiedler. Kirchdorf wurde 1144 unter den Namen Maria-Berg und Maria im Wald als Filiale von Kirchberg gegründet. Seit 1149 ist Kirchdorf Kirchort für die Umgebung, zuerst als Filiale von Kirchberg, das 1204 der Propstei Rinchnach inkorporiert wurde.
Bei der Steuer-/Güterbeschreibung von Abt Hermann im Jahr 1254 wird der 14 Lehen umfassende Ort erstmals als Chirchdorf bezeichnet. Bis 1289 war es kirchlich der Propstei Rinchnach inkorporiert, von 1289 bis 1570 abermals Filiale von Kirchberg. 1570 eigene Pfarrei, wurde sie 1576 wieder Rinchnach zugeordnet. 1649 hatte Kirchdorf 70 Pesttote zu beklagen. Die Kirche wurde 1755 neu erbaut. 1806 wurde Kirchdorf im Zuge der Säkularisation endgültig eine eigene Pfarrei und 1808 der Pfarrhof von Grund auf neu errichtet. Im Jahr 1818 entstand die politische Gemeinde.

### Namenszusatz
Zur Unterscheidung von anderen gleichnamigen Orten erhielt Kirchdorf 1955 den Zusatz im Wald. Damals hatte die Ortschaft 53 Häuser mit 335 Einwohnern.

### Eingemeindungen
Im Zuge der Gebietsreform in Bayern wurden am 1. Januar 1972 die Gemeinden Abtschlag und Schlag eingegliedert.

### Einwohnerentwicklung
Zwischen 1988 und 2018 wuchs die Gemeinde von 2032 auf 2121 um 89 Einwohner bzw. um 4,4 %.

## Politik

### Gemeinderat
Der Rat der Gemeinde besteht aus 14 Mitgliedern:
| Partei/Liste | 2020  | 2020  | 2014 | 2014  |
| Partei/Liste | %     | Sitze | %    | Sitze |
| ------------ | ----- | ----- | ---- | ----- |
| CSU          | 38,80 | 6     | 38,2 | 5     |
| FW           | 37,36 | 5     | 36,0 | 5     |
| SPD          | 23,84 | 3     | 25,8 | 4     |

### Bürgermeister
Zum Ersten Bürgermeister wurde am 2. März 2008 Alois Wildfeuer (FWG) mit 71,17 % der Stimmen gewählt. Bei seinen Wiederwahlen kam er 2014 auf 91,5 % und 2020 auf 91,7 % der Stimmen.

### Wappen
| Wappen von Kirchdorf im Wald | Blasonierung: „In Gold auf einem grünen Dreiberg, belegt mit einer silbernen heraldischen Lilie, eine grüne Tanne, beseitet vorne von einem aufrechten roten Abtstab, hinten von einer aufrechten roten Reuthaue.“ |
| Wappen von Kirchdorf im Wald | Wappenbegründung: Der grüne Dreiberg im goldenen Schild entspricht dem alten Wappen der Benediktinerabtei Niederalteich. Die Geschichte der Gemeinde ist von den Anfängen im 12. Jahrhundert bis zur Säkularisation 1803 untrennbar mit dem Kloster Niederalteich bzw. mit der Niederalteicher Propstei Rinchnach verbunden, denn von dort nahm die Besiedlung des Gemeindegebiets ihren Ausgang. Dreiberg und Tanne ergeben zugleich ein auf die geografische Lage im Bayerischen Wald und den Namenszusatz „im Wald“ Bezug nehmendes Bild. Die heraldische Lilie, ein Mariensymbol, verweist auf die seit Jahrhunderten vielbesuchte Marienwallfahrt in Kirchdorf. Die früher selbstständigen, 1972 nach Kirchdorf eingemeindeten Gemeinden Abtschlag und Schlag werden durch zwei Figuren im Gemeindewappen repräsentiert: Der Abtstab redet für Abtschlag und erinnert daran, dass diese Siedlung auf Niederalteicher Rodungsgebiet entstanden ist. Die Reuthaue, redendes Symbol speziell für die ehemalige Gemeinde Schlag, wurde aus dem Wappen der Propstei Rinchnach übernommen und versinnbildlicht die von Rinchnach ausgehende große Rodungsleistung der Niederalteicher Kolonisten im Bayerischen Wald. Dieses Wappen wird seit 1985 geführt. |

## Baudenkmäler
Es gibt 24 Baudenkmäler in der Gemeinde, unter anderem
- Pfarrkirche Maria Unbefleckte Empfängnis, eine Barockkirche mit einem Hochaltar von Benjamin Schreiter.

## Veranstaltungen
Seit über 400 Jahren findet am letzten Wochenende im August die Kirchdorfer Kirwa statt.

## Verkehr
Die Gemeinde liegt direkt an der Bundesstraße 85.